# Хорунжий, Владимир Петрович
Владимир Петрович Хорунжий (род. 6 сентября 1951, Ворошиловград) — советский и украинский театральный актёр, ведущий мастер сцены Сумского областного Театра для детей и юношества, Народный артист Украины (2011). Также режиссёр, педагог.

## Биография
Владимир Хорунжий родился 6 сентября 1951 года в городе Ворошиловград (сейчас — Луганск) в семье рабочих, украиноязычных выходцев из Воронежской области. Отец — Хорунжий Пётр Кузьмич (1912—1995), рабочий Ворошиловградского паровозостроительного завода; мать — Хорунжая Анисья Андреевна (1910—1994).

### Луганский период
Учился Владимир Петрович в школах № 35 и № 34 в посёлке Красный Яр Жовтневого района города Ворошиловграда. По окончании школы собирался вступить в Луганское высшее военное авиационное училище штурманов, учиться на пилота, но не получилось. Тогда, по совету старшего брата (Хорунжий Иван Петрович, 1937 г.р.), работавшего на Луганском областном телевидении, в 1968 году поступил на режиссёрский факультет культурно-просветительного училища. Проучившись два курса, в 1970 году был призван в армию. Службу проходил в Азербайджане, возле Сумгаита, был оператором-планшетистом командного пункта радиолокационной станции при авиационном полку ПВО.

 После службы возвращается в училище, которое заканчивает в 1973 году. В тому же году (вместе с будущим коллегой по Сумскому театру для детей и юношества Семёном Немировским) вступает в коллектив Луганского театра кукол. Первая роль в театре — Медведь в спектакле «Песенка не для всех» по пьесе Евгения Патрика.

### Харьковский период
В 1975 году прямо с гастролей в Белгородской области Владимир Хорунжий приезжает в Харьков, сдаёт вступительные экзамены на факультет актёров театра кукол Харьковского института искусств имени Ивана Котляревского и попадает сразу на второй курс к заслуженной артистке Украинской ССР Смирновой Элеоноре Николаевне. Как студент проходил практику в Харьковском государственном театре кукол им. Н. К. Крупской (на сегодняшний день — Харьковский государственный академический театр кукол им. В. А. Афанасьева). Во время учёбы в институте работал не только в театре, но и дворником и истопником на Театральном отделении института искусств (ул. Сумская, 34. До нашего времени строение не сохранилось, сейчас на его месте сквер). В свободное от занятий время (на летних каникулах) вместе с однокурсниками и друзьями по институту создал студенческий строительный отряд «Кобзарь». В 1976 году был командиром стройотряда, который работал на строительстве железной дороги Сургут-Уренгой в Тюменской области. Студенты — актёры и музыканты — прокладывали трассу под железнодорожную насыпь в тайге и на болотах. Летом 1977 года — строили уже саму железную дорогу (клали шпалы и рельсы) Мегион — Нижневартовск в Ханты-Мансийском автономном округе.
-

### Сумской период

#### 1970-е
В 1978 году вместе с молодой женой и несколькими коллегами-выпускниками харьковского института Владимир Хорунжий приезжает в Сумы, восстанавливать созданный в 1975 году Сумской областной театр кукол, в котором по различным причинам практически не осталось актёров. В то время театр не имел постоянного помещения для показа спектаклей, была только репетиционная комната в здании бывшей музыкальной школы (На углу улиц Гагарина и Первомайской, сейчас — Академический переулок напротив стадиона). Работали на выездах по школам, детским садам и пионерским лагерям города и области.

#### 1980-е
В 1980 году молодой творческий коллектив получает собственное помещение: въезжает в старинное здание по ул. Октябрьской, 6 (сейчас — ул. Покровская), где ранее много лет работала труппа Сумского областного театра драмы и музыкальной комедии имени М. С. Щепкина. 

В апреле 1981 года Сумской театр кукол был реорганизован в областной театр для детей и юношества. Это был и есть уникальный эксперимент, единый театральный организм, сочетающий в своих представлениях два вида театрального искусства: драматический и предмета, маски, куклы. То есть, с утра шли кукольные спектакли для детей, по вечерам — драматические для молодёжи. Эти годы были самыми плодотворными для театра и актёров. Владимир Хорунжий был занят почти во всех спектаклях репертуара. 

В 1983 году получил звание Заслуженный артист Украинской ССР.
Самые известные роли того времени: Портос («Три Мушкетёра», реж. Владимир Бегма, 1982-83 гг.), Весёлый Слуга («Айболит против Бармалея» по пьесе Ролана Быкова, реж. Олег Когут, 1981 г.), Сеньор Капулетти («Ромео и Джульетта» по пьесе В. Шекспира, реж. Олег Когут, 1985 г.), Коломийцев («Последние» по пьесе М. Горького, реж. Олег Когут, 1985 г.), Гулячкин («Мандат» по пьесе Н. Эрдмана, реж. Олег Когут, 1986 г.), сэр Тоби Бэлч («Двенадцатая ночь» по пьесе В. Шекспира, реж. Олег Когут), Мачеха («Золушка» по пьесе Е. Шварца, реж. Анатолий Мартюшов, 1987 г.), Царь и Кощей Бессмертный (кукольный спектакль «Царевна-Лягушка», реж. Анатолий Мартюшов, 1987 г.).

#### 1990-е
Девяностые годы XX века были очень сложными для театра и его коллектива. В 1991 году театр, Сумы и Украину покидает талантливый режиссёр Олег Рафаилович Когут, основатель театра для детей и юношества (автор театрального эксперимента). Практически сошла на нет гастрольная деятельность. Но следует отметить, что в 1991 году с детским спектаклем «Вождь краснокожих» (по пьесе Зиновия Сагалова, реж. Олег Когут) колектив посетил с гастролями Москву (в марте) и Санкт-Петербург (в ноябре). Спектакль, в котором занято всего три актёра (Владимир Хорунжий, Семён Немировский и Галина Федорук) вызвал множество одобрительных отзывов у искушённой столичной публики.
В те тяжёлые времена зарабатывать актёрам приходилось разными способами. В 1993—1994 годах при ТЮЗе заработал «Театр времён» — так называемый «театр в фойе», созданный режиссёром Тамарой Шестаковой. Был поставлен спектакль по пьесе Эдварда Радзинского «Театр времён Нерона и Сенеки». Владимир Хорунжий воплотил в жизнь роль Сенеки, древнеримского философа и воспитателя императора Нерона.

Многие актёры нашли себе работу «на стороне», но стоит отметить: полностью из театра никто не ушёл. Владимир Петрович работал тогда дворником и заправщиком на маленькой частной автозаправке в районе Химпрома.
Газета «Україна молода» за 2 октября 1998 года даже выпустила статью с горько-ироничным заголовком «В театре на потолке грибной урожай, или Кто сыграет нашим детям сказку, если сценические короли становятся „королями“ бензоколонок?»

Но, не взирая на трудности, в девяностые годы Владимир Хорунжий запомнился зрителям благодаря таким ролям: Месье Карлье («О, мсье Блэз» по пьесе Клода Манье, реж. Анатолий Мартюшов), Аргонт и (позднее) Скапен («Плутни Скапена» по пьесе Жана Батиста Мольера, реж. — Игорь Селиванов), Билл («Вождь краснокожих»), Пантера Браун («Трёхгрошовая опера» по пьесе Бертольда Брехта, реж. Олег Когут), генерал Неуважай-Корито («Сапоги на ужин», пьеса Зиновия Сагалова по мотивам сказки Салтыкова-Щедрина «Как один мужик двух генералов прокормил», реж. Анатолий Мартюшов), Сеньор Монтекки («Чума на оба ваши дома» по пьесе Григория Горина, реж. Анатолий Мартюшов, 1998 г.), Франсуа Пиньон («Контракт» по пьесе Франсиса Вебера, реж. Анатолий Мартюшов). Также зрителям помнятся работы Владимира Хорунжего в кукольных спектаклях того времени: «Жил-был Геракл» (по пьесе Михаила Бартенева) и «Вий» (спектакль для взрослых по мотивам произведений Н. В. Гоголя).

#### 2000-е
В начале 2000 годов ролей в театре у Владимира Петровича було немного. Зато появилась возможность поделиться опытом с молодым поколением: в 2001—2004 годах он преподавал актёрское мастерство и сценическую речь в театрально-хореографических классах Школы искусств при УВК № 29 г. Сумы, в 2006—2008 годах воспитывал юных актёров детского музыкального театра «Дзвіночок» при Сумском городском Дворце детей и юношества.

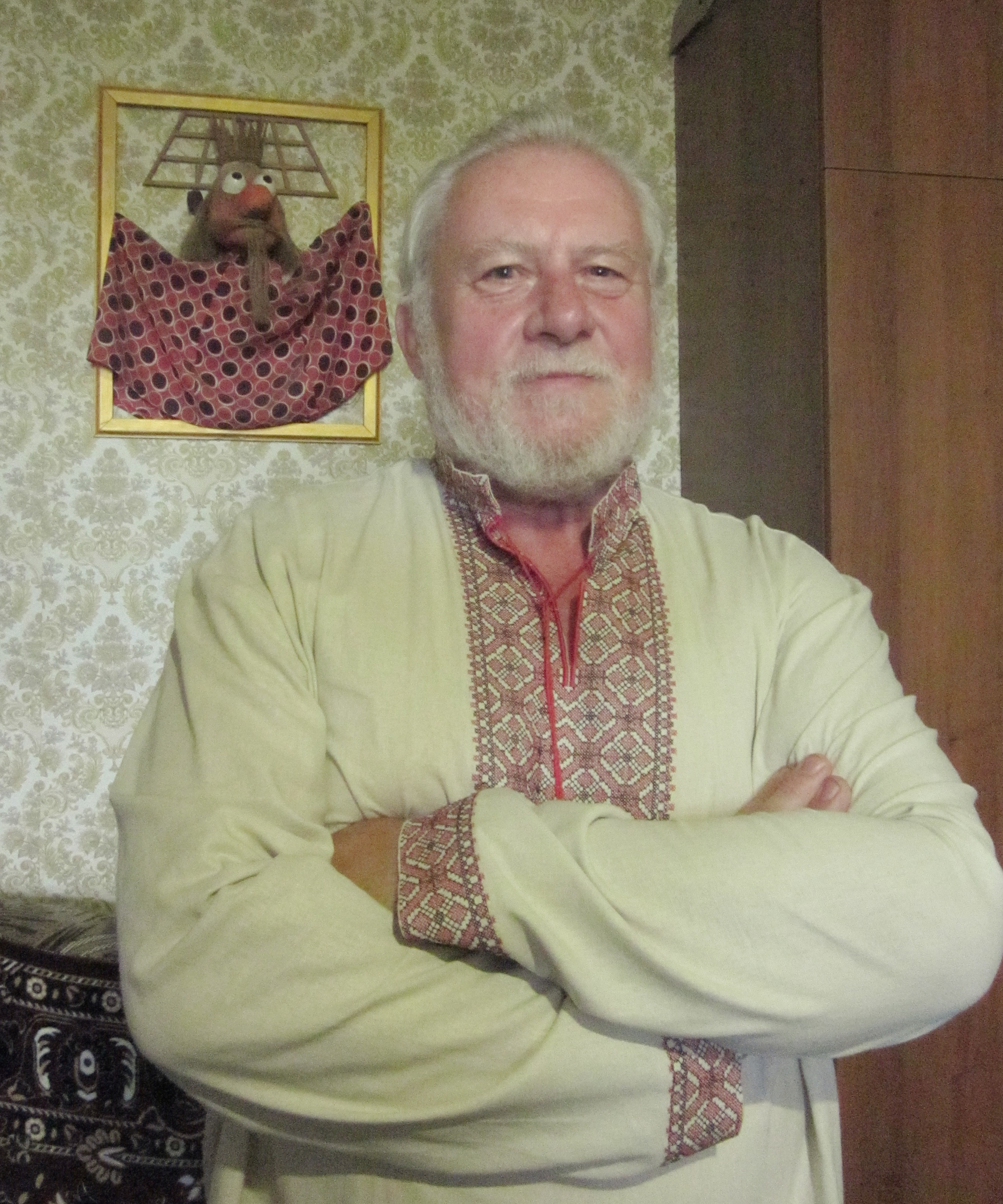
Владимир Хорунжий в 2015 году

Самые запоминающиеся роли этого периода: Смирнов(«Медведь» по пьесе Антона Чехова, реж. Алексей Желудков и Семён Немировский, позже — восстановлен Валентином Бурым), Пан Опецковский («Шельменко-Денщик» по пьесе Григория Квитки-Основьяненко, реж. Анатолий Мартюшов), Герасим Калитка («Сто тысяч» по пьесе Карпенко-Карого, реж. Анатолий Мартюшов), Сторож («Клетка» по пьесе Льва Корсунского, реж. Валерий Микитенко), Купец Восмибратов («Лес» по пьесе Александра Островского, реж. Юрий Берёза) и другие.

#### Наше время
На сегодняшний день Владимир Петрович Хорунжий продолжает служить в Театре для детей и юношества.

В 2011 году получил звание Народный артист Украины.
Самые известные роли за последнее время: Кушкин и Женька («QUO VADIS» (Куда идешь) по пьесе Никиты Разумова «Страсти по Торчалову», реж. Валерий Микитенко), Архонт Клеон («Забыть Герострата» по пьесе Григория Горина, реж. Валерий Микитенко), Пётр Евгеньевич Никоноров («Бульвар утраченных надежд» по пьесе Самуила Алёшина «Дорогая моя Машенька», реж. Александра Сокол), Конь («Очень простая история» по пьесе Марии Ладо, реж. Валерий Микитенко) и другие. Также не первый год сотрудничает со школой № 7 в подготовке художественных номеров с детьми-кукловодами.

## Роли в театре

### Луганский театр кукол
- Медведь («Песенка не для всех» по Е. Патрику)
- Слонёнок («Ты для меня» по Сапгиру и Циферову)
- Саид («Али-Баба и сорок разбойников»)
- Иван — крестьянский сын («Иван — крестьянский сын»)
- Балда («Сказка о попе и его работнике Балде» по А. С. Пушкину)
- Солдат Мартин Кабат («Чёртова мельница» по И. Штоком и Я. Дрде)

### Харьковський театр кукол
- Кентавр («Прелестная Галатея»)
- Бог войны Арей («Прелестная Галатея»)

### Сумской театр для детей и юношества

#### Кукольные спектакли
- Леший («Волшебный фургон» по В. Орлову)
- Фу-Ты («Маленькая фея» по Рабадану)
- Царь («Два мастера» по Елисееву)
- Волк («Автосказка»)
- Чёрний Кот («Котёнок по имени ГАВ» по Остеру)
- Царь, Кощей Бессмертный, Конь («Царевна-Лягушка» по Герне)
- Волк («Золотой цыплёнок» по В. Орлову)
- Геракл («Жил-был Геракл» по М. Бартеневу)
- Скоморох («Иванушкина дудочка» по В. Орлову)
- Богослов Халява, Вий («Вий» по Н. Гоголю)
- Коза-Дереза («Коза-Дереза» по С. Немировскому)
- Буржуин, Отец («Жизнь такая, как нужно» по А. Гайдару)
- Князь («Викентий Премудрый» по Я. Стельмаху)

#### Драматические спектакли для детей

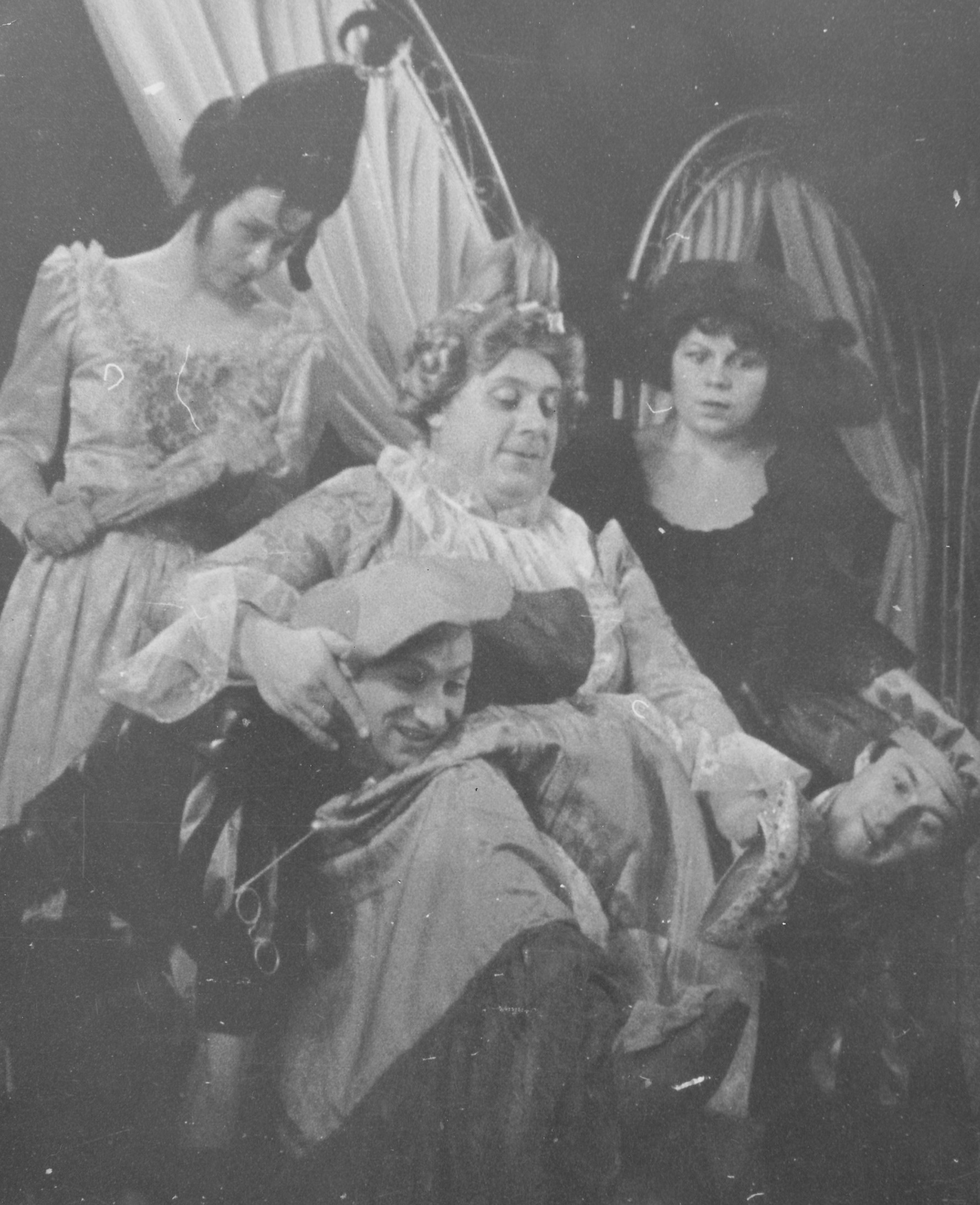
Владимир Хорунжий — роль Мачехи

- Серый Заяц («Весёлый Маскарад» по В. Орлову)
- Весёлый Слуга («Айболит против Бармалея» по Р. Быкову)
- Король, Главный Разбойник («Баллада о влюблённых» по пьесе «Снежная королева» Е. Шварца)
- Король («Бонжур, мсьє Перро» по Н. Слипаковой)
- Царь («Иван-царевич» по Ю. Михайлову)
- Солдат («Чудо-юдо»)
- Купец, Леший («Аленький цветочек» по Браусевичу)
- Медведь («Два клёна» по Е. Шварцу)
- Мачеха («Золушка» по Е. Шварцу)
- Билл («Вождь краснокожих» по пьесе Зиновия Сагалова по мотивам новелл О.Генри)
- Солдат («Город без любви» по Л. Устинову)
- Карабас-Барабас («Приключения Буратино» по А. Толстому)
- Карлсон («Карлсон, который живёт на крыше» по пьесе Г. Богомолова)
- Дед-рассказчик («Терем-теремок» по С. Маршаку)
- Пёс Максимильян («Хитрая Сказка» по С. Немировскому)
- Гном Вторник («Белоснежка и семь гномов» по О. Табакову и Л. Устинову)
- Дед Мороз («Снегурушка» по М. Бартеневу)
- Злой Чародей («Аладдин» по Я. Стельмаху)

#### Драматические спектакли для взрослых
- Нищий — Божий странник («Робинзонада» по пьесе О. Каневского «Семь Робинзонов»)
- Костя («Твои 16» по Т. Ян)
- Прораб («Моя любовь на третьем курсе» по пьесе М. Шатрова «Лошадь Пржевальского»)
- Комисар («Девятая симфония» по Ю. Принцеву)
- Портос («Три мушкетёра» по Ряшинцеву)
- Бодрикур («Жаворонок» по Аную)
- Старшина Васков (театральная композиция «Памяти павших»)
- Отец («В поисках радости» по В. Розову)
- Палач («Спроси когда-нибудь у трав» по Я. Стельмаху)
- Борис («Провинциалки» по Я. Стельмаху)
- Директор школы («Лестница»)
- Прораб («Чокнутая» за Гельманом)
- Царь («Блоха» по «Сказу о тульском косом Левше» Лескова)
- Генерал («Я всегда улыбаюсь» по Я. Сегелю)
- Коломийцев («Последние» по М. Горькому)
- Гулячкин («Мандат» по Н. Эрдману)
- Сеньор Капулетти («Ромео и Джульетта» по В. Шекспиру)
- Отец Тук («Стрелы Робин Гуда»)
- Сэр Тоби Бэлч («Что угодно, или Двенадцатая ночь» по В. Шекспиру)
- Пантера Браун («Трёхгрошовая опера» по Бертольду Брехту)
- Журналист («Третье поколение»)
- Шамраев («Чайка» по А. Чехову)
- Сенатор («Странная миссис Сэвидж» по Дж. Патрику)
- Смирнов («Медведь» по А. Чехову)
- Сенатор-конь («Театр времён Нерона и Сенеки» по Э. Радзинскому)
- Сенека («Театр времён Нерона и Сенеки» по Э. Радзинскому, театр в фойе «Театр времён»)
- Коммивояжёр Франсуа Пиньон («Контракт» по Ф. Веберу)
- Мсье Карлье («О, мсьє Блэз» по К. Монье)
- Сеньор Монтекки («Чума на оба ваши дома», по Г. Горину)
- Председатель колхоза («Баллада о весёлых жаворонках»)
- Философ Ксанф («Эзоп» по Г. Фигейредо)
- Сторож («Клетка» по Л. Корсунскому)
- Генерал Неуважай-Корито («Сапоги на ужин» по З. Сагалову)
- Герасим Калитка («Сто тысяч» по Карпенко-Карому)
- Отец Стецька («Сватанье на Гончаровке» по Г. Квитке-Основьяненко)
- Пан Опецковский («Шельменко-денщик» по Г. Квитке-Основьяненко)
- Аргонт («Плутни Скапена» по Ж.-Б. Мольеру)
- Скапен («Плутни Скапена» по Ж.-Б. Мольеру)
- Отец («Зверь» по М. Гиндину и В. Синакевичу)
- Влас, покойный сотник («Конотопская ведьма» по Гр. Квитке-Основьяненко, реж. Валентин Бурый, спектакль Театра драмы и музыкальной комедии им. М. С. Щепкина)
- Архонт Клеон («Забыть Герострата» по Г. Горину)
- Райнер («Соло для часов с боем» по О. Заграднику)
- Грег («Вот оно счастье — ты и я» по пьесе Альберта Гёрни «Сильвия»)
- Никоноров («Бульвар утраченных надежд» по пьесе С. Алёшина «Дорогая моя Машенька»)
- Кушкин, Женька («QUO VADIS» (Куда идешь) по пьесе Никиты Разумова «Страсти по Торчалову»)
- Конь («Очень простая история» по М. Ладо)
- Рискул-Бей («В ночь лунного затмения» по Мустай Кариму)
- Несколько ролей в спектакле «Ну, публика!» по рассказам А. П. Чехова в постановке народной артистки Украины. Александры Сокол.

## Режиссёрская работа
- В 1996 поставил кукольный спектакль «Коза-Дереза» по одноимённой пьесе своего коллеги Семёна Немировского. В том же году спектакль стал лауреатом международного фестиваля кукольных театров «Интеркукла» (укр. — «Інтерлялька») в городе Ужгород на Закарпатье.
- В 2006 году капитально восстановил спектакль Олега Когута «Вождь краснокожих» по пьесе Зиновия Сагалова.
- В 2018 году поставил музыкальный спектакль для детей «Заєць-чарівник» по пьесе Павла Морозова «Заяц и ВОЛКшебство» в переводе на украинский язык Дмитрия Хорунжего (премьера - 14 апреля 2018 года).
- В 2019 году поставил кукольный спектакль "Ох, цей кіт!" по пьесе Дмитрия Хорунжего "Пан отаман Левиан Тигренко-Поїдайло" (премьера - 21-22 сентября 2019 года) [1]

## Семья
Женат (с 1977 года), имеет сына.
- Супруга: Хорунжая Наталия Леонидовна (род. 1953 г.), старший преподаватель отдела хорового дирижирования Сумского специализированного колледжа искусств и культуры им. Д. С. Бортнянского.
- Сын: Хорунжий Дмитрий Владимирович (род. 1979 г.) — по образованию учитель истории, с 2004 по 2019 год работал культорганизатором организационно-массового отдела Сумского городского Дворца детей и юношества.  Не женат, детей нет.
- Брат: Хорунжий Иван Петрович (род. 1937) — в прошлом — работник Луганского областного телевидения (режиссёр) и преподаватель Луганской академии культуры, сейчас на пенсии.

## Интересные факты

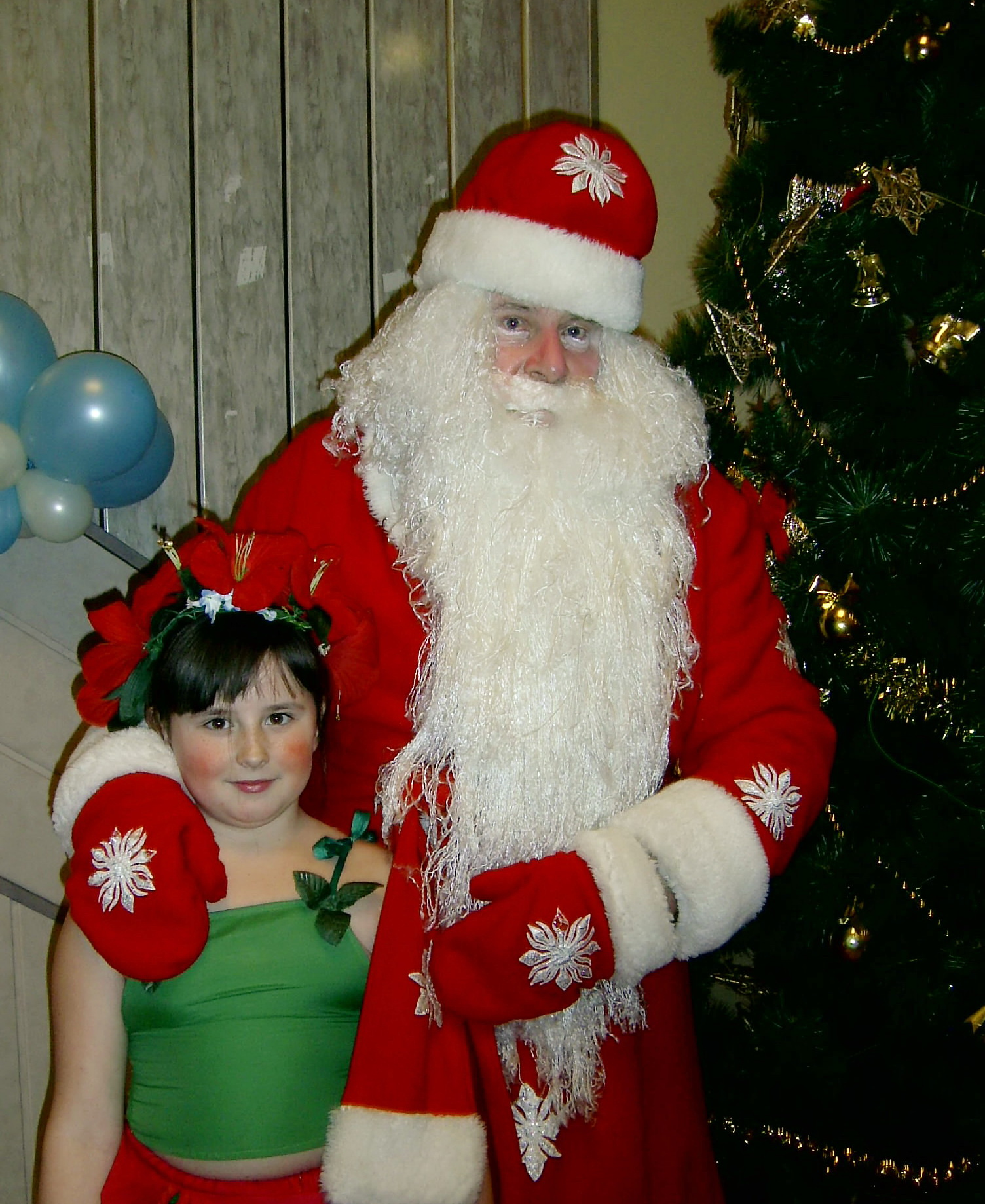
Володимир Хорунжий на новорічному заході у Сумському Палаці дітей та юнацтва

- В роли Сторожа (спектакль «Клетка» по пьесе Льва Корсунского) нет ни одного слова (по задумке автора в спектакле говорят только звери). При этом роль настолько мастерски исполнена, что на фестивале ТЮЗов Украины в Макеевке Владимир Хорунжий получил грамоту за лучшую роль второго плана.
- За роль Мачехи в спектакле «Золушка» Владимир Петрович на одном из театральных фестивалей конца восьмидесятых годов получил приз за лучшую женскую роль!
- Владимир Хорунжий неофициально считается лучшим Дедом Морозом города. Во-первых, много лет он был постоянным Дедом Морозом на новогодних мероприятиях Сумского театра для детей и юношества, неоднократно открывал Главную Ёлку Сум. Во-вторых, его приглашали даже в ясельные группы детских садиков — с такими маленькими детьми другие актёры не соглашались работать.